# Martin Suter
Martin Suter (ur. 29 lutego 1948 w Zurychu) – szwajcarski pisarz, dramaturg, scenarzysta i publicysta. Jeden z najpopularniejszych współczesnych pisarzy szwajcarskich. Jego powieści są doceniane zarówno przez krytyków, jak i czytelników, zdobyły wiele nagród i zostały przetłumaczone na 32 języki, do większości z nich zakupiono prawa do ekranizacji.

## Życiorys
Martin Suter przez wiele lat był związany z pracą w agencjach reklamowych. Razem z Robertem Stadlerem założył agencję reklamową Stadler & Suter, był także prezesem Art Directors Club, które jest profesjonalnym stowarzyszeniem dyrektorów artystycznych z branży reklamowej w Szwajcarii. W roku 1991 Suter zaczął pisać i pracować jako publicysta. W latach 1992–2004 prowadził cotygodniową kolumnę satyryczną Business Class w szwajcarskim tygodniku „Die Weltwoche”, pisał także dla dziennika „Tages-Anzeiger” o zasięgu krajowym i dla „Neue Zürcher Zeitung”. Na podstawie tych artykułów wydał serię książek.
W 1997 roku wydał swoją pierwszą powieść zatytułowaną Small World, na jej podstawie w 2010 roku powstał film Je n’ai rien oublié w reżyserii Bruno Chiche i z Gérardem Depardieu w roli głównej. Drugą powieść, Die dunkle Seite des Mondes, wydał w 2000 roku. W 2015 roku powstał na jej kanwie film Ciemna strona księżyca w reżyserii Stephana Ricka. W 2011 roku ukazała się pierwsza książka z serii kryminałów autorstwa Sutera, a w 2017 roku rozpoczęto realizację miniserialu na ich podstawie. Do 2019 roku powstały trzy adaptacje, przy których także autor pracował jako scenarzysta. W 2015 roku wydana została powieść Montecristo, która zyskała dużą popularność – trafiła na 1. miejsce bestsellerów „Der Spiegla”, znalazła się także na Bestseller List Switzerland 2015 i na rocznej liście bestsellerów Austrii za 2015 rok.

## Życie prywatne
Martin Suter jest żonaty z projektantką Margrith Nay Suter. Mieszka w Zurychu, Hiszpanii i Gwatemali.

## Wybrane dzieła

### Powieści

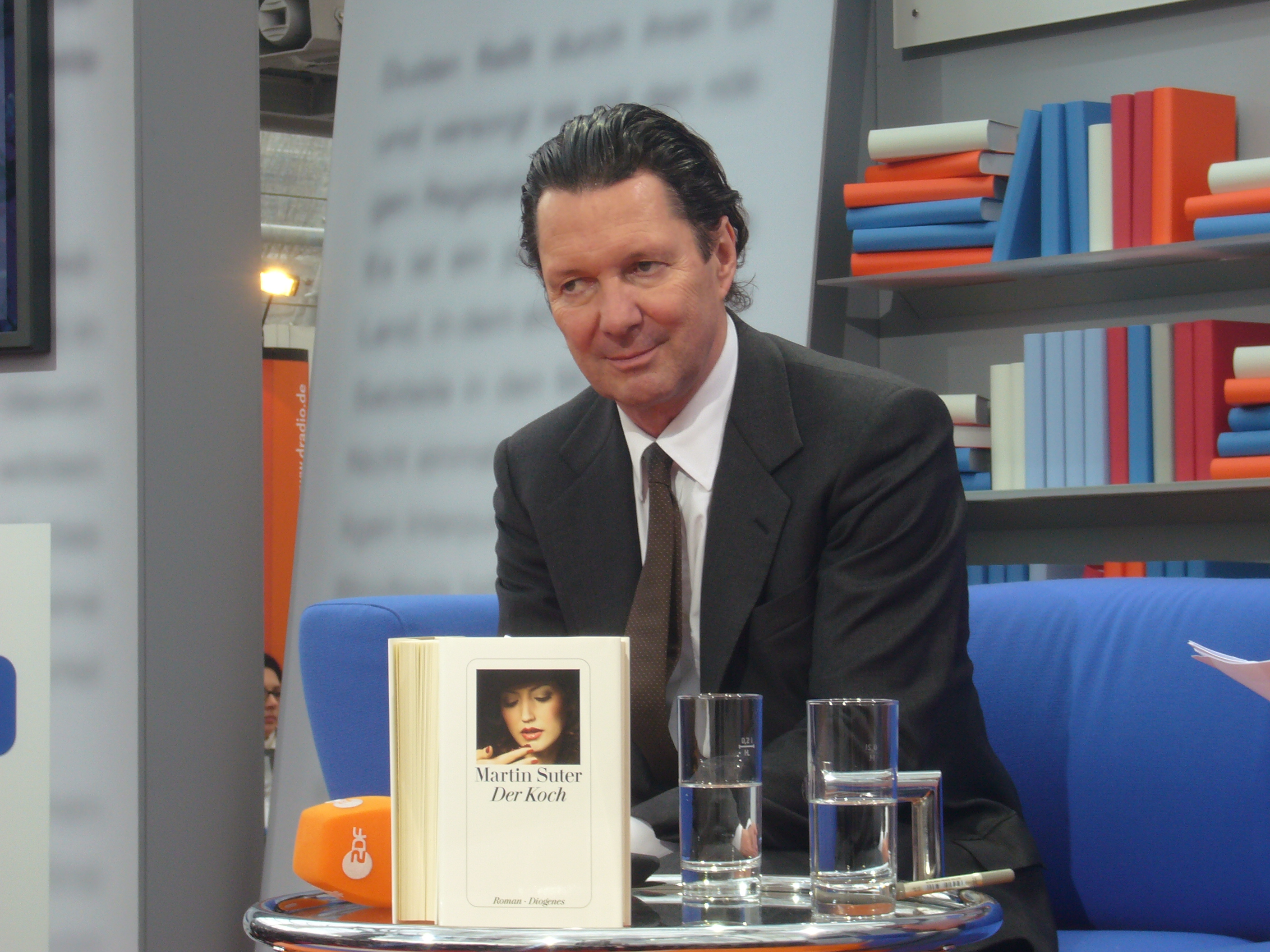
Martin Suter, Berlin, 2010

- Small World, 1997
- Die dunkle Seite des Mondes, 2000
- Przyjaciel doskonały, 2002
- Lila, Lila, 2004
- Der Teufel von Mailand, 2006
- Der letzte Weynfeldt, 2008
- Kucharz, 2010
- Die Zeit, die Zeit, 2012
- Montecristo, 2015
- Elefant, 2017

### Seria kryminałów
- Allmen und die Libellen, 2011
- Allmen und der rosa Diamant, 2011
- Allmen und die Dahlien, 2013
- Allmen und die verschwundene María, 2014
- Allmen und die Erotik, 2018
- Allmen und der Koi, 2019

### Sztuki teatralne
- Familie Chäller, 1982
- Sommersong, 1985
- Über den Dingen, 2005
- Mumien, 2006

### Scenariusze
- Jenatsch, 1986
- Zwischensaison, 1993
- Tatort: Herrenboxer, 1994
- Die Direktorin, 1994-1995
- Beresina oder Die letzten Tage der Schweiz, 1999
- Giulias Verschwinden, 2009
- Nachtlärm, 2011

### Publicystyka
Seria książek wydana na podstawie prowadzonej kolumny w tygodniku „Die Weltwoche”:
- Business Class. Manager in der Westentasche, 1994
- Business Class. Mehr Manager in der Westentasche, 1995
- Business Class. Noch mehr Manager in der Westentasche, 1998
- Business Class. Geschichten aus der Welt des Managements, 2000
- Business Class. Neue Geschichten aus der Welt des Managements, 2002
- Huber spannt aus und andere Geschichten aus der Business Class, 2005
- Unter Freunden und andere Geschichten aus der Business Class, 2007
- Das Bonus-Geheimnis und andere Geschichten aus der Business Class, 2009
- Abschalten. Die Business Class macht Ferien, 2012
- Alles im Griff: Eine Business Soap, 2014
- Cheers – Feiern mit der Business Class, 2016